# NCT 2018 Empathy
NCT 2018 Empathy (stilizzato tutto in maiuscolo) è l'album in studio di debutto del gruppo musicale sudcoreano NCT, un progetto di SM Entertainment che consiste in una boy band con un numero illimitato di membri. L'album contiene quattordici tracce in totale, di cui dodici singoli pubblicati tra il 2016 e il 2018. L'album è la prima pubblicazione del gruppo con 18 membri, divisi in tre subunità differenti, e la prima pubblicazione ad introdurre i tre nuovi membri del gruppo Kun, Jungwoo e Lucas. Con il fondatore dell'agenzia del gruppo Lee Soo-man come produttore esecutivo, la composizione e la produzione dell'album sono stati compiuti da Matt Schwartz, Tommy $trate, The Stereotypes, Timothy 'Bos' Bullock, Deez, Yoo Young-jin, Ryan S. Jhun, MZMC, Adrian McKinnon, Shin Hyuk, Josh Cumbee, Andrew Choi, Sara Forsberg, LDN Noise, e altri.
L'album è stato pubblicato il 14 marzo 2018 da SM Entertainment e Iriver Inc, insieme al quarto singolo dell'album "Touch" della subunità del gruppo NCT 127, e "Black on Black", il primo singolo in cui partecipano tutti e 18 i componenti del gruppo a quel tempo.
NCT 2018 Empathy ha ricevuto sia recensioni miste che positive dai critici musicali sulla sua "compilata" tracklist e la solidità complessiva. L'album ha anche ottenuto parecchio successo commerciale domestico, raggiungendo la seconda posizione nella Gaon Album Chart e divenendo la prima pubblicazione degli NCT a ricevere una certificazione platino KMCA. Ha anche riscosso del successo internazionale, raggiungendo la quinta posizione nella Billboard World Albums, diventando la prima pubblicazione del gruppo ad apparire nelle classifiche europee. A marzo 2021, l'album ha ottenuto 500,000 copie fisiche vendute in totale.

## Tracce
1. Intro: Neo Got My Back (NCT U) – 1:57 (testo: Tommy $trate – musica: Dakshood, Tommy $trate)
2. Boss (NCT U) (cantata da Taeyong, Doyoung, Jaehyun, Winwin, Jungwoo, |Lucas, e Mark Lee) – 3:30 (testo: Wutan, Yoo Young-jin, Taeyong, Mark Lee (singer) – musica: Mike Daley, Mitchell Owens, Tiffany Fred, Patrick J. Que Smith}})
3. Baby Don't Stop (NCT U) (cantata da Taeyong, and Ten) – 3:03 (testo: Danke (lalala Studio), Juno (Joombas), Taeyong – musica: Matt Schwartz, Dirty Vegas, Paul Harris, Nikki Ambers, Little Nikki, Yoo Young-jin, Ryan S. Jhun)
4. Go (NCT Dream) – 3:27 (testo: Hwang Yoo-bin, Ji Ye-won (Joombas), Mark Lee – musica: The Stereotypes, Tiffany Fred, Sophiya Pae (Feeline Music), Distract (Feeline Music), Yoo Young-jin)
5. Touch (NCT 127) – 3:09 (testo: Jo Yoon-kyung, Jam Factory, Shin Jin-hye – musica: LDN Noise, Deez, Adrian McKinnon)
6. Yestoday (NCT U) (cantata da Taeyong, Doyoung, Lucas, and Mark) – 3:16 (testo: Jung Joo-hee, Mark Lee, Steven Lee, Cho Jin-joo – musica: Hyuk Shin (Joombas), RE:ONE (Joombas), Delly Boi (Joombas), Jarah Lafayette Gibson, Steven Lee)
7. Black on Black (NCT 2018) (cantata da Taeyong, Lucas, Yuta, Jeno, and Mark) – 3:17 (testo: MINOS, Taeyong, Mark Lee, Deez – musica: Afshin Salmani (Nonfiction), Josh Cumbee, Josh Cumbee (Nonfiction))
8. Timeless ({{{1}}}?) (NCT U) (cantata da Taeil, Doyoung, and Jaehyun) – 4:10 (testo: Jeon Gan-di – musica: Andrew Choi, Joseph "220" Park (Iconic Sounds))
9. The 7th Sense ({{{1}}}?) (NCT U) (Cantata da Taeyong, Mark, Jaehyun, Doyoung, and Ten) – 3:34 (testo: Jeon Ji-eun, Hwang Seon-jeong, Kim Jeong-mi, Kim Dong-hyun, Kim Dong-hyun, Cho Jin-joo, Taeyong, Mark Lee – musica: Timothy "BOS" Bullock, Jeremy "Tay" Jasper, Adrian McKinnon, Sara Forsberg, Michael Jiminez, Leven Kali, MZMC)
10. Without You (NCT U) (cantata da Taeil, Doyoung, and Jaehyun) – 3:25 (testo: Yoo Young-jin – musica: Matt Schwartz, Ki Fitzgerald, John Reid, Yoo Young-jin)
11. Without You (Chinese version) (NCT U) (cantata da Kun, Taeil, Doyoung, and Jaehyun) – 3:25 (testo: ill, Lin Xinye – musica: Matt Schwartz, Ki Fitzgerald, John Reid, Yoo Young-jin)
12. Dream in a Dream ({{{1}}}?, 梦中梦?) (cantata da Ten) – 3:35 (testo: Stephen Carl – musica: Stephen Carl, Dillon Pace, Brian Lee)
13. Outro: Vision – 0:57 (testo: Yoo Young-jin – musica: Yoo Young-jin)
14. Yestoday (Extended version) (NCT U) (Bonus Track) – 3:47 (testo: Jam Factory, |Taeyong, Mark Lee, Steven Lee, Cho Jin-joo – musica: Hyuk Shin, RE:ONE (Joombas), Delly Boi (Joombas), Jarah Lafayette Gibson, Steven Lee)

Durata totale: 44:32

## Classifiche
| Classifica (2018)                 | Posizione massima |
| --------------------------------- | ----------------- |
| Dutch Albums (MegaCharts)         | 190               |
| French Download Albums (SNEP)     | 76                |
| Japanese Albums (Oricon)          | 10                |
| Japanese Hot Albums (Billboard)   | 16                |
| South Korean Albums (Gaon)        | 2                 |
| UK Download Albums (OCC)          | 68                |
| US Top Heatseekers (Billboard)    | 9                 |
| US Independent Albums (Billboard) | 29                |
| US World Albums (Billboard)       | 5                 |